# 春季中国地区高等学校野球大会 (鳥取県勢)
春季中国地区高等学校野球大会の鳥取県勢の成績について記す。

## 大会結果
☆は優勝、★は準優勝、◇はベスト4、校名は翌春選抜大会出場。コールド、延長の記載は省略。
| 年度   | 代表校                     | 大会成績                                                                                |
| ------ | -------------------------- | --------------------------------------------------------------------------------------- |
| 1959年 | 米子工（初出場）           | 1回戦 1－4 萩（山口県）                                                                 |
| 1959年 | 米子南（4季ぶり3回目）     | 2回戦 2－5 広陵（広島県）                                                               |
| 1960年 | ☆米子東（2季連続8回目）    | 2回戦 6－0 岡山東商（岡山県） 準決勝 1－0 松江商（島根県） 決勝 1－0 萩商工（山口県）   |
| 1960年 | 倉吉東（3季ぶり4回目）     | 2回戦 1－3 出雲産（島根県）                                                             |
| 1961年 | 米子南（4季ぶり4回目）     | 1回戦 0－1 萩商工（山口県）                                                             |
| 1961年 | ◇米子東（4季連続10回目）   | 1回戦 3－0 広陵（広島県） 準決勝 0－2 倉敷工（岡山県）                                  |
| 1961年 | 由良育英（初出場）         | 1回戦 0－6 倉敷工（岡山県）                                                             |
| 1961年 | 倉吉東（2季ぶり5回目）     | 1回戦 0－2 松江商（島根県）                                                             |
| 1962年 | 倉吉東（2季ぶり6回目）     | 1回戦 0－3 松江商（島根県）                                                             |
| 1963年 | 米子南（4季ぶり5回目）     | 1回戦 0－4 下関商（山口県）                                                             |
| 1964年 | 米子南（2季ぶり6回目）     | 2回戦 0－3 柳井（山口県）                                                               |
| 1964年 | 米子工（2季連続5回目）     | 1回戦 3－2 松江商（島根県） 2回戦 1－9 尾道商（広島県）                                 |
| 1965年 | 米子工（2季ぶり6回目）     | 1回戦 1－3 関西（岡山県）                                                               |
| 1966年 | ☆米子東（2季連続15回目）   | 1回戦 2－0 倉敷工（岡山県） 準決勝 4－0 鳥取西（鳥取県） 決勝 2－1 浜田（島根県）       |
| 1966年 | 1967年                     | 米子工（3季連続9回目）                                                                  |
| 1966年 | 1968年                     | ◇米子東（4季ぶり16回目）                                                                |
| 1966年 | 1969年                     | ★米子商（2季連続2回目）                                                                 |
| 1970年 | ★米子東（2季連続18回目）   | 1回戦 2－1 津山商（岡山県） 準決勝 3－2 岡山東商（岡山県） 決勝 7－14 玉島商（岡山県）  |
| 1971年 | 鳥取西（7季ぶり7回目）     | 1回戦 1－3 広島商（広島県）                                                             |
| 1971年 | 鳥取商（初出場）           | 1回戦 2－4 勝山（岡山県）                                                               |
| 1971年 | 米子工（2季連続13回目）    | 1回戦 3－6 浜田（島根県）                                                               |
| 1971年 | 米子東（2季ぶり19回目）    | 1回戦 5－7 岩国（山口県）                                                               |
| 1972年 | 鳥取工（2季連続4回目）     | 1回戦 0－2 大社（島根県）                                                               |
| 1973年 | 米子商（8季ぶり3回目）     | 1回戦 2－5 下関商（山口県）                                                             |
| 1974年 | ★鳥取西（3季ぶり9回目）    | 1回戦 8－3 三次（広島県） 準決勝 8－0 益田（島根県） 決勝 1－7 岡山東商（岡山県）       |
| 1975年 | 鳥取西（3季連続11回目）    | 1回戦 0－7 倉敷工（岡山県）                                                             |
| 1976年 | 米子東（2季連続22回目）    | 1回戦 1－5 崇徳（広島県）                                                               |
| 1976年 | 倉吉北（3季ぶり2回目）     | 1回戦 0－13 宇部工（山口県）                                                            |
| 1976年 | 倉吉工（初出場）           | 1回戦 1－3 岡山東商（岡山県）                                                           |
| 1976年 | ◇鳥取城北（5季ぶり2回目）  | 1回戦 3－0 出雲（島根県） 準決勝 0－4 崇徳（広島県）                                    |
| 1977年 | ☆米子東（4季連続24回目）   | 1回戦 4－3 大田（島根県） 準決勝 3－1 浜田（島根県） 決勝 6－2 岡山東商（岡山県）       |
| 1978年 | 鳥取工（5季ぶり6回目）     | 1回戦 0－7 萩商（山口県）                                                               |
| 1979年 | ★境（2季連続9回目）        | 1回戦 3－1 瀬戸内（広島県） 準決勝 3－0 柳井商（山口県） 決勝 2－3 府中東（広島県）     |
| 1980年 | ★倉吉北（2季連続5回目）    | 1回戦 3－2 岡山南（岡山県） 準決勝 4－3 広島工（広島県） 決勝 2－4 三刀屋（島根県）     |
| 1981年 | 米子工（20季ぶり14回目）   | 1回戦 0－6 府中東（広島県）                                                             |
| 1981年 | 鳥取商（3季ぶり3回目）     | 1回戦 1－8 多々良学園（山口県）                                                         |
| 1981年 | 八頭（9季ぶり3回目）       | 1回戦 3－8 倉敷工（岡山県）                                                             |
| 1981年 | 倉吉東（2季連続9回目）     | 1回戦 2－4 江津工（島根県）                                                             |
| 1982年 | ◇米子商（9季ぶり5回目）    | 1回戦 5－1 三刀屋（島根県） 準決勝 1－10 広陵（広島県）                                 |
| 1983年 | ◇鳥取商（4季ぶり4回目）    | 1回戦 5-4 下関工（山口県） 準決勝 2-3 岡山南（岡山県）                                  |
| 1984年 | 鳥取商（2季ぶり5回目）     | 1回戦 2－8 広島商（広島県）                                                             |
| 1985年 | ◇鳥取商（2季ぶり6回目）    | 1回戦 4－1 山陽（岡山県） 準決勝 1－8 広陵（広島県）                                    |
| 1986年 | ◇倉吉北（2季連続8回目）    | 1回戦 4－0 下関商（山口県） 準決勝 2－4 倉敷工（岡山県）                                |
| 1986年 | 八頭（10季ぶり4回目）      | 1回戦 2－9 広島商（広島県）                                                             |
| 1986年 | 鳥取商（2季ぶり7回目）     | 1回戦 2-4 倉敷工（岡山県）                                                              |
| 1986年 | 根雨（初出場）             | 1回戦 0－2 平田（島根県）                                                               |
| 1987年 | ◇境（5季ぶり12回目）       | 1回戦 8－0 益田農林（島根県） 準決勝 6－9 関西（岡山県）                                |
| 1988年 | 米子東（11季ぶり26回目）   | 1回戦 0－4 豊浦（山口県）                                                               |
| 1989年 | 米子西（67季ぶり2回目）    | 1回戦 0－9 広島商（広島県）                                                             |
| 1990年 | ◇境（2季連続15回目）       | 1回戦 6－0 東岡山工（岡山県） 準決勝 1－11 尾道商（広島県）                             |
| 1991年 | ◇米子商（2季連続7回目）    | 1回戦 4－0 益田農林（島根県） 準決勝 1－2 西条農（広島県）                              |
| 1991年 | 鳥取城北（2季連続6回目）   | 1回戦 6－7 西京（山口県）                                                               |
| 1991年 | 倉吉西（13季ぶり2回目）    | 1回戦 1－8 西条農（広島県）                                                             |
| 1991年 | 倉吉北（10季ぶり9回目）    | 1回戦 1－9 倉敷商（岡山県）                                                             |
| 1992年 | ★米子商（4季連続9回目）    | 1回戦 10－0 川本（島根県） 準決勝 6－3 江の川（島根県） 決勝 4－8 岡山南（岡山県）      |
| 1993年 | ★倉吉北（2季連続11回目）   | 1回戦 3－1 下松工（山口県） 準決勝 7－6 淞南学園（島根県） 決勝 4－9 岩国（山口県）     |
| 1994年 | ☆倉吉北（2季ぶり12回目）   | 1回戦 11－0 倉敷商（岡山県） 準決勝 8－6 関西（岡山県） 決勝 4－1 岡山理大附（岡山県）  |
| 1995年 | 鳥取西（3季ぶり17回目）    | 1回戦 8－1 祇園北（広島県） 2回戦 0－5 岡山理大附（岡山県）                             |
| 1995年 | 米子東（14季ぶり27回目）   | 1回戦 2－12 尾道商（広島県）                                                            |
| 1996年 | ★米子北（21季ぶり2回目）   | 1回戦 3－2 光（山口県） 準決勝 7－5 大社（島根県） 決勝 5－6 岡山城東（岡山県）         |
| 1996年 | 倉吉東（15季ぶり12回目）   | 1回戦 0－10 如水館（広島県）                                                            |
| 1996年 | 鳥取城北（10季ぶり7回目）  | 1回戦 0－5 岡山城東（岡山県）                                                           |
| 1996年 | 米子東（3季連続29回目）    | 1回戦 2－9 大社（島根県）                                                               |
| 1997年 | ◇鳥取西（4季ぶり18回目）   | 1回戦 11－1 松江商（島根県） 準決勝 0－8 岡山南（岡山県）                               |
| 1998年 | 境（9季ぶり17回目）        | 1回戦 0－6 下関中央工（山口県）                                                         |
| 1999年 | 米子東（2季連続31回目）    | 1回戦 0－7 広陵（広島県）                                                               |
| 2000年 | ◇米子商（2季連続12回目）   | 1回戦 5－3 岡山城東（岡山県） 準決勝 5－7 岡山理大附（岡山県）                          |
| 2001年 | 米子西（7季ぶり4回目）     | 1回戦 0－2 早鞆（山口県）                                                               |
| 2001年 | 八頭（7季ぶり8回目）       | 1回戦 6－7 広島商（広島県）                                                             |
| 2001年 | 境（6季ぶり18回目）        | 1回戦 1－10 岡山南（岡山県）                                                            |
| 2001年 | 由良育英（37季ぶり3回目）  | 1回戦 0－9 邇摩（島根県）                                                               |
| 2002年 | ◇鳥取西（5季ぶり20回目）   | 1回戦 4－3 江の川（島根県） 準決勝 1－7 岡山理大附（岡山県）                            |
| 2003年 | 境（2季連続20回目）        | 2回戦 3－10 高陽東（広島県）                                                            |
| 2003年 | 由良育英（2季連続5回目）   | 1回戦 8－1 下松工（山口県） 2回戦 0－8 瀬戸内（広島県）                                 |
| 2004年 | 鳥取西（4季ぶり21回目）    | 2回戦 0－7 華陵（山口県）                                                               |
| 2004年 | 倉吉北（5季ぶり18回目）    | 1回戦 3－2 岡山城東（岡山県） 2回戦 1－2 西京（山口県）                                 |
| 2005年 | 鳥取西（3季連続23回目）    | 1回戦 1－8 広陵（広島県）                                                               |
| 2006年 | 鳥取城北（2季連続15回目）  | 1回戦 6－10 華陵（山口県）                                                              |
| 2006年 | 境（6季ぶり21回目）        | 1回戦 1－8 呉宮原（広島県）                                                             |
| 2006年 | 米子松蔭（5季ぶり15回目）  | 1回戦 1－8 関西（岡山県）                                                               |
| 2006年 | 倉吉北（4季ぶり19回目）    | 1回戦 1－8 開星（島根県）                                                               |
| 2007年 | ◇鳥取西（4季ぶり24回目）   | 1回戦 7－0 松江農林（島根県） 準決勝 1－5 浜田（島根県）                                |
| 2008年 | 鳥取商（7季ぶり10回目）    | 1回戦 2－3 宇部商（山口県）                                                             |
| 2009年 | 八頭（3季ぶり10回目）      | 1回戦 0－1 如水館（広島県）                                                             |
| 2010年 | 八頭（3季連続12回目）      | 1回戦 0－5 柳井商工（山口県）                                                           |
| 2011年 | 鳥取西（7季ぶり26回目）    | 1回戦 1－5 岡山学芸館（岡山県）                                                         |
| 2012年 | 八頭（2季連続15回目）      | 1回戦 0－4 柳井学園（山口県）                                                           |
| 2012年 | 倉吉総合産（初出場）       | 1回戦 1－5 倉敷工（岡山県）                                                             |
| 2012年 | 鳥取城北（2季連続18回目）  | 1回戦 3－2 浜田（島根県） 準決勝 5－11 倉敷工（岡山県）                                 |
| 2012年 | 米子東（15季ぶり33回目）   | 1回戦 0－7 尾道（広島県）                                                               |
| 2013年 | 米子北（2季連続4回目）     | 1回戦 0－11 立正大淞南（島根県）                                                        |
| 2014年 | 鳥取西（6季ぶり27回目）    | 1回戦 1－12 広陵（広島県）                                                              |
| 2015年 | 鳥取商（3季ぶり24回目）    | 1回戦 0－2 創志学園（岡山県）                                                           |
| 2016年 | 鳥取城北（2季連続22回目）  | 1回戦 3－4 早鞆（山口県）                                                               |
| 2016年 | 鳥取西（2季連続29回目）    | 1回戦 1－9 崇徳（広島県）                                                               |
| 2016年 | 倉吉東（13季ぶり16回目）   | 1回戦 4－1 おかやま山陽（岡山県） 2回戦 0－3 崇徳（広島県）                             |
| 2016年 | 境（2季連続25回目）        | 1回戦 1－7 開星（島根県）                                                               |
| 2017年 | ☆鳥取城北（4季連続24回目） | 1回戦 6－4 益田東（島根県） 準決勝 5－4 創志学園（岡山県） 決勝 2－1 広島新庄（広島県） |
| 2018年 | 八頭（12季ぶり16回目）     | 1回戦 7－9 下関国際（山口県）                                                           |
| 2019年 | 米子東                     | 1回戦 1－11 広島商（広島県）                                                            |
| 2020年 | 中止                       | 中止                                                                                    |
| 2021年 | 米子松蔭                   | 1回戦 0－7 下関国際（山口県）                                                           |
| 2021年 | 米子東                     | 1回戦 1－2 広島新庄（広島県）                                                           |
| 2021年 | 鳥取城北                   | 1回戦 2－9 創志学園（岡山県）                                                           |
| 2021年 | 鳥取商                     | 1回戦 1－9 立正大淞南（島根県）                                                         |